# アクチニジン (酵素)
アクチニジン（Actinidin、アクチニダイン（Actinidain）、EC 3.4.22.14）は、プロテアーゼ（タンパク質分解酵素）の一種。主にマタタビ属の果実に含まれる。

## 解説
緑色のキウイフルーツやサルナシに含まれるタンパク質の50%程度を占める。消化管内での食物由来タンパク質の分解促進作用があるが、キウイフルーツアレルギーのアレルゲンのひとつでもある。キウイフルーツよる口腔アレルギー症候群の原因の場合、品種により含有量に差違があり、含有が少ないゴールデン種のキウイフルーツではアレルギーをおこさないこともある。
また、昆虫類のハネカクシ亜科は尾部分泌腺からアクチニジンを分泌する

## 利用例
- 舌苔除去剤として利用される[6]。
- 食肉軟化酵素[7]として利用する際は、pH6 で作用させると、筋原繊維の基本構造を維持したまま筋内膜を分解することが出来るが、pH3 で作用させると食肉タンパク質が加水分解される[8]。従って、食肉軟化酵素としてはパパインより優れている[7]。

## 類似名の物質
アルカロイドの一種にもよく似た名前のアクチニジン（Actinidine）がある。これはキウイフルーツと同じマタタビ科のマタタビにも含まれ、マタタビラクトンとともにネコ科の動物に強い恍惚反応をもたらす。